# 오타르 프로페

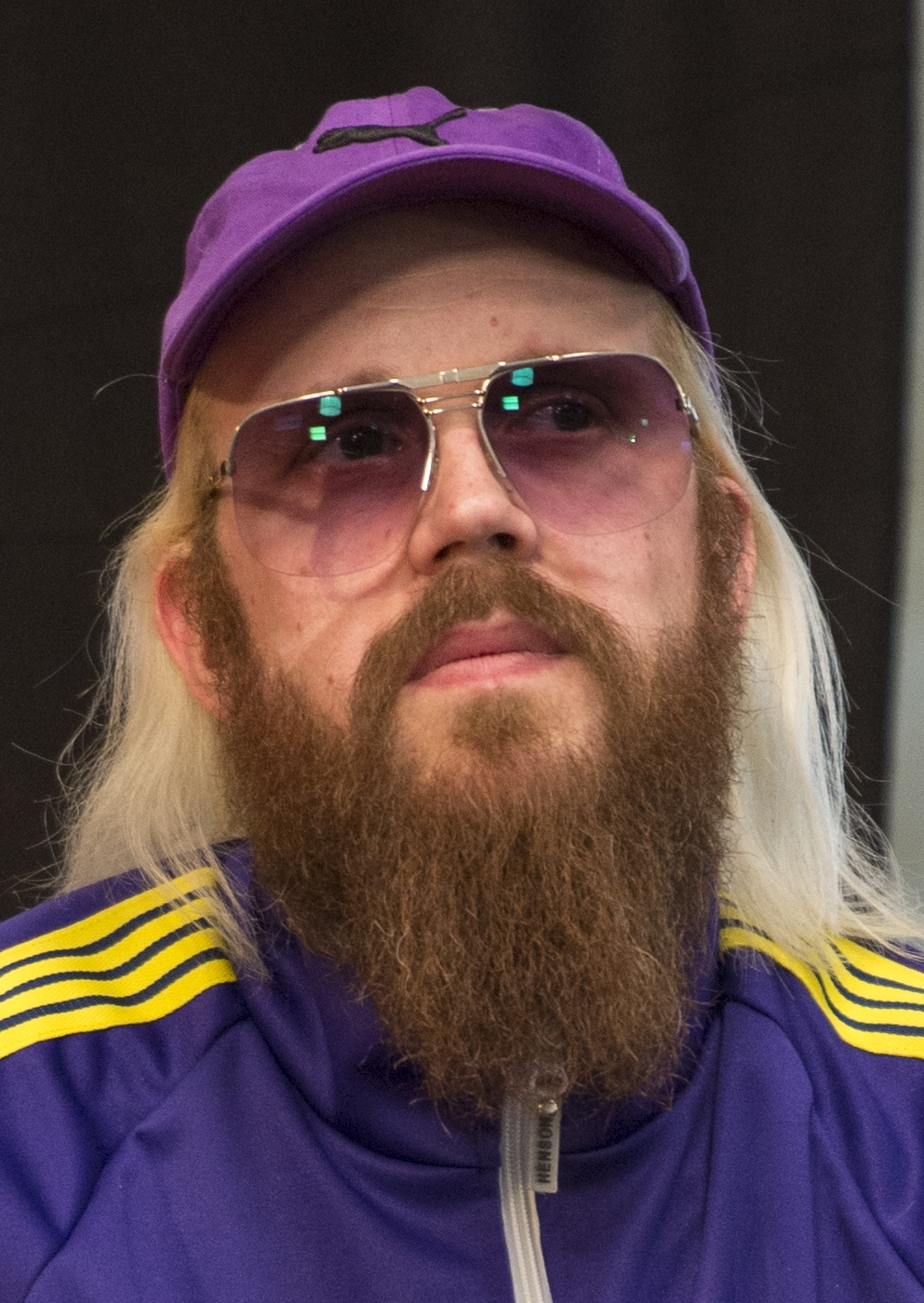
오타르 프로페

오타르 프로페(아이슬란드어: Óttarr Proppé, 1968년 11월 7일 레이캬비크 ~ )는 아이슬란드의 정치인으로 자유주의 정당인 밝은미래(아이슬란드어: Björt framtíð)의 당수이다.